# Portugiesisch-venezolanische Beziehungen
Die portugiesisch-venezolanischen Beziehungen beschreiben das zwischenstaatliche Verhältnis zwischen Portugal und Venezuela. Die Länder unterhalten seit 1914 direkte diplomatische Beziehungen.
Die traditionell guten Beziehungen werden geprägt von der bedeutenden portugiesischen Gemeinde in Venezuela und der gemeinsamen Mitgliedschaft in einer Reihe internationaler Organisationen, insbesondere im Ibero-amerikanischen Gipfel und der Lateinischen Union. Besonders gut waren die Beziehungen unter Venezuelas Präsident Hugo Chávez, der Portugal viermal besuchte und dort u. a. Aufträge an portugiesische Computerhersteller, Baukonzerne und Schiffswerften in Milliardenhöhe vereinbarte.
2015 waren 172.266 Portugiesen in den Konsulaten in Venezuela registriert, die Gesamtzahl der portugiesischstämmigen Einwohner Venezuelas wird auf etwa 400.000 geschätzt, die zweitgrößte portugiesische Gemeinde in Lateinamerika, nach Brasilien.
In Portugal waren im gleichen Zeitraum 2.010 Venezolaner gemeldet, davon mit 581 die größte Gruppe auf Madeira.

## Geschichte

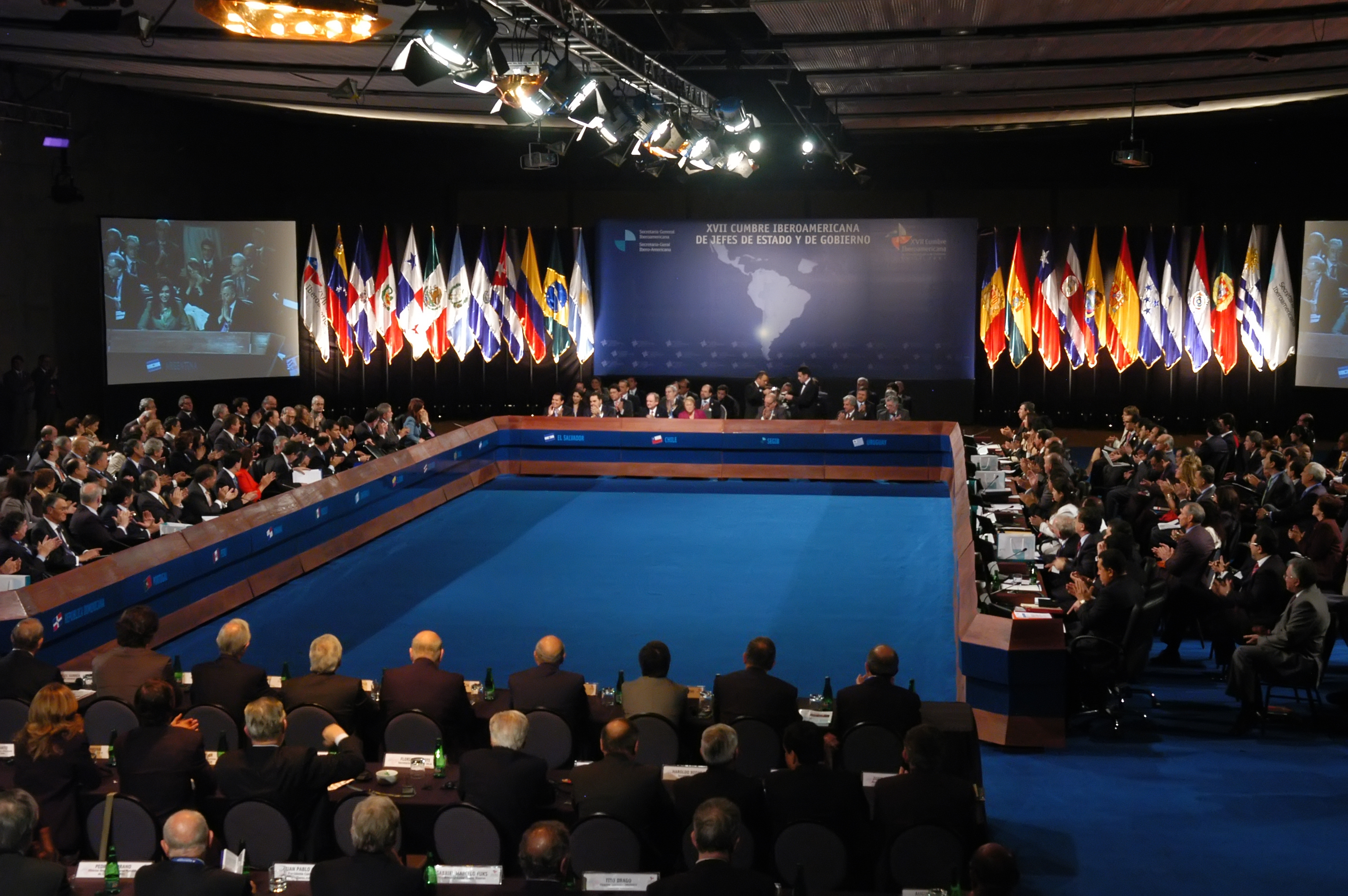
Iberoamerikanischer Gipfel in Chile (2007), an dem auch Portugal und Venezuela teilnahmen

Trotz des portugiesisch-spanischen Vertrages von Tordesillas versuchten eine Vielzahl portugiesischer Händler, Handwerker, Söldner oder Künstler ihr Glück auch in den Spanien zugewiesenen Teilen Südamerikas, so auch in Venezuela, das zudem an die damalige Portugiesische Kolonie Brasilien grenzt. An diese Zeit erinnern dort noch heute einige Bezeichnungen, etwa die Punta de Portugal auf der Insel La Tortuga oder auch der Bundesstaat Portuguesa. Dieser ist benannt nach dem Río Portuguesa, von dem er durchflossen wird, einem Zufluss des Río Apure. Einer volkstümlichen Legende nach soll in diesem Fluss eine schöne Portugiesin ertrunken sein, die an einer Expedition von Konquistadoren teilnahm.
1914 nahmen Portugal und Venezuela direkte diplomatische Beziehungen auf.
In den 1940er Jahren begann die portugiesische Einwanderung nach Venezuela. Die wachsende portugiesische Gemeinde widmete sich insbesondere dem Handel.
Gegen die seit 1932 etablierte Estado Novo-Diktatur in Portugal entstand in den 1950er Jahren ein neuer bürgerlich-liberaler Widerstand, der sich zum Teil ins Exil begab, neben Brasilien und Frankreich auch in andere Länder, darunter Venezuela. Der Offizier Henrique Galvão gehörte dazu und startete 1961 von hier aus den Überfall auf die Santa Maria, eine der aufsehenerregendsten Widerstandsaktionen gegen die portugiesische Diktatur.
Nach der Nelkenrevolution 1974 und dem Ende der Estado Novo-Diktatur in Portugal folgte 1986 der EU-Beitritt des Landes und eine starke wirtschaftliche Entwicklung. Im Zeichen der parallel einsetzenden wirtschaftlichen Öffnung und Internationalisierung der portugiesischen Wirtschaft nahmen nun auch die internationalen Kontakte Portugals zu, zu denen auch mehrere Staatsbesuche in Venezuela zählten. So besuchte Portugals Ministerpräsident Cavaco Silva Venezuela 1994, Portugals Präsident Sampaio folgte ihm 1997.
Nach der Amtsübernahme des venezolanischen Präsidenten Hugo Chávez 1999 und der folgenden vorübergehenden wirtschaftlichen Entwicklung Venezuelas intensivierten sich die bilateralen Beziehungen besonders ab etwa 2001, mit einer Vielzahl gegenseitiger Besuche auf verschiedenen Ebenen.
Nach dem Tod des Präsidenten Chávez 2013 und der danach zunehmenden wirtschaftlichen und innenpolitischen Krise in Venezuela haben die bilateralen Beziehungen an Intensität verloren, auch wenn sie weiter gut blieben.

## Hugo Chávez
Der von 1999 bis zu seinem Tod 2013 regierende sozialistische Präsident Hugo Chávez unterhielt besonders gute Beziehungen zu Portugal. Im Oktober 2001 kam er erstmals nach Portugal zum Staatsbesuch, wobei er sich auch einen Tag in Madeira aufhielt, woher die meisten Portugiesen Venezuelas stammen.
2007 wurde er von Portugals sozialistischem Ministerpräsident Sócrates empfangen, der von Chávez als „guter Freund“ bezeichnet wurde. Verträge der portugiesischen Galp über Gas- und Ölkäufe in Venezuela begleiteten diesen Besuch.
Auch beim dritten Staatsbesuch 2008 standen Wirtschaftsverträge im Mittelpunkt des Besuches Chávez’ in Portugal. Unter den fünf Verträgen über insgesamt etwa 2 Mrd. Euro war der Auftrag an das portugiesische Bauunternehmen Teixeira Duarte zum Ausbau des venezolanischen Hafens von La Guaira, portugiesische Medikamentenlieferungen, und ein 700 Mio. Euro schweres Bauprogramm für 12.500 Sozialwohnungen und zwei Fabrikanlagen in Venezuela.
Anlässlich des vierten Staatsbesuchs 2010 schließlich bestellte Chávez 1,5 Millionen Exemplare des portugiesischen Magalhães-Computers bei Sócrates, der bereits mit der schweren Wirtschaftskrise in Portugal zu kämpfen hatte. In Venezuela sind die Computer als Canaima bekannt. Chávez bestellte in den Werften von Viana do Castelo zwei Frachtschiffe und zeigte dabei kurzzeitig auch Interesse an dem Schiff Atlántica, das ursprünglich für die Regionalregierung der Azoren gebaut worden, jedoch nicht ausgeliefert worden war.
Im September 2006 hatten sich die Beziehungen zwischen Chávez und der portugiesischen Regierung unter Sócrates vorübergehend eingetrübt, als der venezolanische Präsident im Wahlkampf Plakate mit einem Bild von sich und Sócrates verwendete, das untertitelt war mit den Worten „Die Blockade ist aufgebrochen. Venezuela wird respektiert!“.

## Portugiesische Einwanderung nach Venezuela

### Migration
80 % der in Venezuela lebenden Portugiesen sind zwischen 1940 und 1980 eingewandert, zu einem großen Teil von der Insel Madeira, aber auch vom Festland, insbesondere aus dem Distrikt Aveiro. Nach einer letzten Hochphase in den 1970er Jahren kamen noch 12.000 Portugiesen nach Venezuela. Anfang der 1980er Jahre sank die Zahl auf 6.000 und ging Anfang der 2000er Jahre weiter bis auf 500 zurück. In Folge der wirtschaftlichen und innenpolitischen Lage ist die Einwanderung inzwischen weitgehend zum Erliegen gekommen. Waren 1990 noch 68.277 Bewohner Venezuelas in Portugal geboren, so sank diese Zahl 2011 auf 37.326. In Folge der anhaltenden wirtschaftlichen und innenpolitischen Krise hat stattdessen eine Abwanderung von Portugiesen aus Venezuela eingesetzt. Neben Rückkehrern nach Portugal wandert ein Teil auch in andere Länder wie Kolumbien, Panama, die USA oder Spanien aus.
In Portugal geborene Menschen stellen nur 3,2 % der ausländischen Bevölkerung und gehören damit zu den kleineren Minderheiten in Venezuela.
2015 waren 172.266 Portugiesen in den Konsulaten in Venezuela registriert. Die Portugiesen Venezuelas gehören damit zu den zehn größten Gruppen von Auslandsportugiesen. Die Gesamtzahl der portugiesischstämmigen Einwohner Venezuelas wird auf etwa 400.000 geschätzt, die größte portugiesische Gemeinde in Lateinamerika nach Brasilien. Im weiteren Sinne könnten möglicherweise sogar bis zu 1,3 Mio. Venezolaner portugiesischer Abstammung sein.

### Rücküberweisungen
Die Summe der Rücküberweisungen aus Venezuela nach Portugal betrug 6,974 Mio. Euro im Jahr 2013 (2012: 12,098 Mio.; 2010: 15,784 Mio.; 2005: 6,133 Mio.). Die Rücküberweisungen aus Portugal nach Venezuela betrugen im gleichen Zeitraum 0,574 Mio. Euro (2012: 1,425 Mio.; 2010: 0,637 Mio.; 2005: 1,071 Mio.). Die Zahlen werden dabei auch vom Wechselkurs des Venezolanischen Bolívars zum Euro beeinflusst.

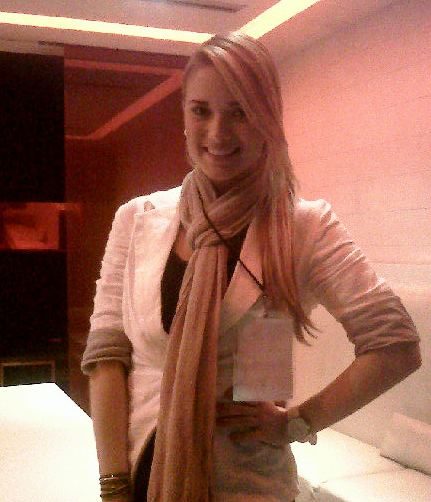
Die venezolanische Schauspielerin Kimberly Dos Ramos, Tochter portugiesischer Eltern

### Bekannte Venezolaner portugiesischer Abstammung
Unter den bekannten Persönlichkeiten in Venezuela sind einige auch portugiesischer Abstammung, zum Beispiel:
- Natusha (Nathalie Dias Rodrigues, * 1966), Sängerin
- Danny (* 1983), Fußballspieler
- Lance Dos Ramos (* 1985), Model und Schauspieler, Kimberleys Bruder
- Vanessa Gonçalves (* 1986), Model, Miss Venezuela 2010
- Laura Gonçalves (* 1989), Model
- Kimberly Dos Ramos (* 1992), Schauspielerin
- Oricia Domínguez (* 1994), Model, zweite bei Miss Venezuela 2018, Miss Universe Portugal 2021
- Alejandro Gomes Rodríguez (* 2008), Fußballspieler

## Diplomatie

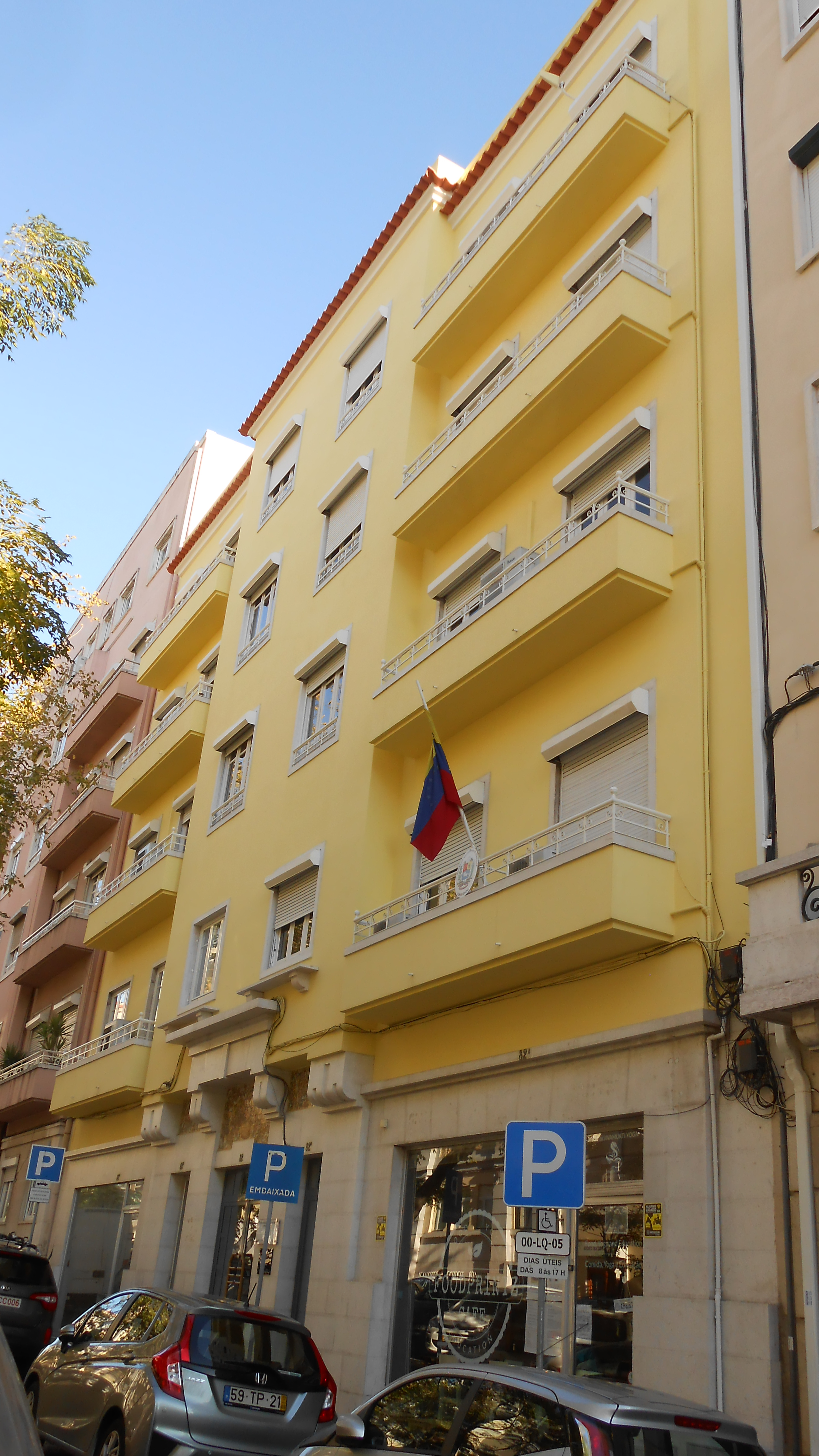
Konsulat Venezuelas in Lissabon

Portugiesische Vertretungen in Venezuela
Als erster ständiger Botschafter Portugals in Venezuela akkreditierte sich 1914 Fernão Botto Machado, Konsul in der brasilianischen Hauptstadt Rio de Janeiro und erst ab 1915 mit Amtssitz in der venezolanischen Hauptstadt.
Die Botschaft Portugals in der Hauptstadt Caracas residiert im Gebäude Torre La Castellana, an der Kreuzung Avenida Eugenio Mendoza und Calle Jose Angel Lamas.
Außerdem bestehen in Venezuela zwei portugiesische Generalkonsulate, in Caracas und in Valencia. Dazu sind Honorarkonsulate in Barcelona, Ciudad Guayana/Puerto Ordaz, Los Teques, La Guaira, Barquisimeto, Guanare, Maracay, Mérida, San Cristóbal und auf der Isla Margarita eingerichtet.
Venezolanische Vertretungen in Portugal
Die venezolanische Botschaft in Portugal ist in der Avenida Duque de Loulé Nr. 47 in der Hauptstadt Lissabon untergebracht.
Zudem unterhält Venezuela Konsulate in Lissabon, Porto und in Funchal, Hauptstadt der Insel Madeira.

## Wirtschaft

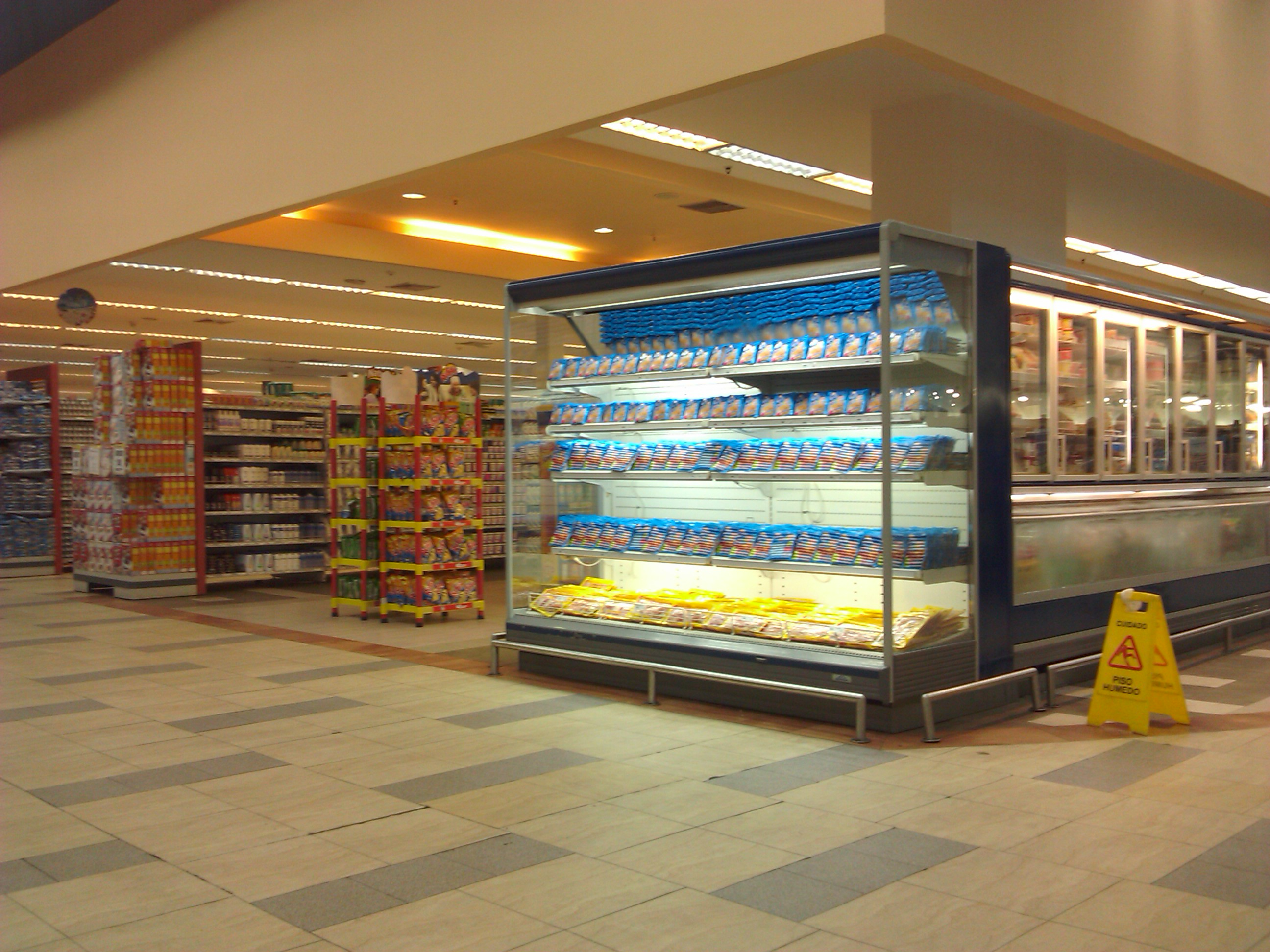
In einer Filiale der venezolanischen Unicasa-Supermarktkette, ein Unternehmen portugiesischer Einwanderer aus Madeira

Unter dem sozialistischen Präsidenten Chávez erhielten portugiesische Baukonzerne, Computerhersteller und Schiffswerften insbesondere in den Jahren 2007 bis 2010 Aufträge in Milliardenhöhe, und venezolanisches Erdgas und Erdöl wurde an die portugiesische Galp geliefert. Seither sind die bilateralen Wirtschaftsbeziehungen wieder zurückgegangen, auch in Folge der anhaltenden Wirtschaftskrise in Venezuela.
Unter den in Venezuela lebenden Portugiesen sind viele kleine und mittlere Unternehmer, die insbesondere im Handel aktiv sind, aber auch einige große Unternehmen sind hier von Portugiesen gegründet worden, etwa Supermarktketten wie Líder, Central Madeirense, Unicasa u. a.
Auch Unternehmen aus Portugal sind in Venezuela präsent, etwa die Hotelkette Pestana oder die Firma J.P. Sá Couto, Hersteller des Magalhães-Computer.
Die portugiesische Außenhandelskammer AICEP unterhält eine Niederlassung an der portugiesischen Botschaft in Caracas. Zudem ist die bilaterale Handelskammer Cámara Venezolana Portuguesa de Comercio, Industria, Turismo y Afines (CAVENPORT) zu nennen, ebenfalls mit Sitz im Zentrum Caracas.
Im Jahr 2015 exportierte Portugal Waren und Dienstleistungen im Wert von 207,5 Mio. Euro nach Venezuela (2014: 411,1 Mio.; 2013: 506,5 Mio.; 2012: 528,2 Mio.; 2011: 323,8 Mio.), davon 33,8 % landwirtschaftliche Erzeugnisse, 24,3 % Maschinen und Geräte, 7,5 % Metalle und 1,8 % Erze und Minerale.
Im gleichen Zeitraum lieferte Venezuela Waren und Dienstleistungen im Wert von 93,7 Mio. Euro an Portugal (2014: 35,6 Mio.; 2013: 26,5 Mio.; 2012: 196,8 Mio.; 2011: 27,4 Mio.). Unter den Waren waren davon 98,5 % Metalle, 0,8 % chemisch-pharmazeutische Produkte, 0,3 % landwirtschaftliche Erzeugnisse und 0,1 % Lebensmittel.
Damit stand Venezuela für den portugiesischen Waren-Außenhandel an 37. Stelle als Abnehmer und an 58. Stelle als Lieferant. Im venezolanischen Waren-Außenhandel stand Portugal damit an 25. Stelle unter den Abnehmern und an 28. Stelle unter den Lieferanten.

## Kultur
Das portugiesische Kulturinstitut Instituto Camões ist in Caracas insbesondere mit einem Sprachzentrum und verschiedenen Kooperationen zum Portugiesischunterricht präsent.

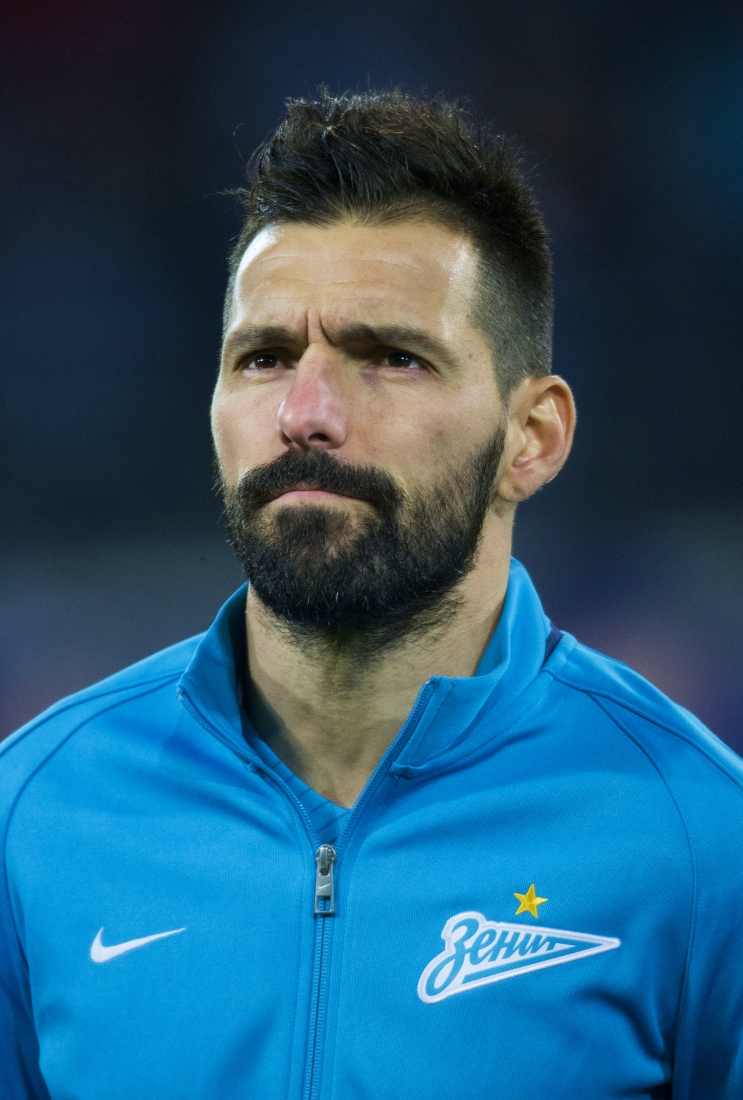
Der portugiesische Fußballer Danny, 1983 in Caracas geboren

## Sport
Die Portugiesische Fußballnationalmannschaft und die Venezolanische Auswahl haben bisher noch nie gegeneinander gespielt, auch die portugiesische und die venezolanische Frauen-Nationalmannschaften  trafen bisher noch nicht aufeinander (Stand Januar 2017).
Einige portugiesische Fußballer wie der Nationalspieler Danny oder der Trainer Leonardo Jardim wurden in Venezuela geboren.
Der venezolanische Jung-Nationalspieler Alejandro Gomes Rodríguez ist Enkel auch portugiesischer Großeltern. 2023 spielte er kurzzeitig für die Portugiesische U-15-Auswahl, davor und danach für die U-17-Nationalmannschaft Venezuelas, wo er geboren wurde. Inzwischen spielt er jedoch für die jeweilige Jugendauswahl seiner Wahlheimat England.